# IX Ufficio politico del Partito Comunista Cinese
Il IX Ufficio politico del Partito Comunista Cinese, ufficialmente Ufficio politico del IX Comitato Centrale del Partito Comunista Cinese (中国共产党第九届中央局S, Zhōngguó Gòngchǎndǎng dìjiǔ jiè zhōngyāng júP), fu l'organo dirigente interno del IX Comitato Centrale del Partito Comunista Cinese. Restò in carica dal 1969 al 1973.
Fu composto da un totale di 23 membri, fra cui 19 effettivi e 4 candidati. A seguito dell'"incidente Lin Biao" nel settembre 1971, il numero totale scese a 15.

## Componenti

### Comitato permanente
- In ordine di grado.

| Ordine | Nome                                   | Immagine | Incarichi di Partito                                                                     | Incarichi statali |
| ------ | -------------------------------------- | -------- | ---------------------------------------------------------------------------------------- | --- |
| 1      | Mao Zedong                             |          | Presidente del Comitato Centrale; presidente della Commissione militare centrale         | - |
| 2      | Lin Biao (morto il 13 settembre 1971)  |          | Vicepresidente del Comitato Centrale; vicepresidente della Commissione militare centrale | Vice primo ministro esecutivo del Consiglio di Stato; Ministro della Difesa nazionale                                          |
| 3      | Zhou Enlai                             |          | -                                                                                        | Primo ministro del Consiglio di Stato Presidente del Comitato nazionale della Conferenza politica consultiva del popolo cinese |
| 4      | Chen Boda (sospeso nel settembre 1970) |          | Responsabile della propaganda; direttore di Hongqi                                       | - |
| 5      | Kang Sheng                             |          | Presidente del Gruppo dirigente per il lavoro di organizzazione e propaganda             | - |

### Membri effettivi
- In ordine secondo il numero dei tratti nel cognome.

| Nome                                              | Immagine | Incarichi di Partito | Incarichi statali |
| ------------------------------------------------- | -------- | --- | --- |
| Ye Qun (morta il 12 settembre 1971)               |          | - | - |
| Ye Jianying                                       |          | Vicepresidente della Commissione militare centrale; presidente della Conferenza amministrativa della Commissione militare centrale(dal 3 ottobre 1971) | Viceministro della Difesa nazionale |
| Liu Bocheng                                       |          | Vicepresidente della Commissione militare centrale | Vicepresidente del Comitato permanente dell'Assemblea popolare nazionale                                                                  |
| Jiang Qing                                        |          | - | - |
| Zhu De                                            |          | - | Presidente del Comitato permanente dell'Assemblea popolare nazionale                                                                      |
| Xu Shiyou                                         |          | Primo segretario del Comitato provinciale del Jiangsu                                                                                                  | Comandante della Regione militare di Nanchino; presidente del Comitato rivoluzionario del Jiangsu                                         |
| Chen Xilian                                       |          | Primo segretario del Comitato provinciale del Liaoning                                                                                                 | Comandante della Regione militare di Shenyang; presidente del Comitato rivoluzionario del Liaoning                                        |
| Li Xiannian                                       |          | - | Vice primo ministro del Consiglio di Stato; ministro delle Finanze                                                                        |
| Li Zuopeng (destituito il 29 settembre 1971)      |          | - | Vicecapo di Stato maggiore dell'Esercito popolare di liberazione; commissario politico della Marina dell'Esercito popolare di liberazione |
| Wu Faxian (destituito il 29 settembre 1971)       |          | Vicepresidente del Gruppo amministrativo della Commissione militare centrale                                                                           | Vicecapo di Stato maggiore dell'Esercito popolare di liberazione; comandante dell'Aviazione dell'Esercito popolare di liberazione         |
| Zhang Chunqiao                                    |          | Primo segretario del Comitato municipale di Shanghai                                                                                                   | Presidente del Comitato rivoluzionario di Shanghai                                                                                        |
| Qiu Huizuo (destituito il 29 settembre 1971)      |          | - | Vicecapo di Stato maggiore dell'Esercito popolare di liberazione; direttore del Dipartimento generale di logistica dell'EPL               |
| Yao Wenyuan                                       |          | Secondo segretario del Comitato municipale di Shanghai; vicedirettore di Hongqi                                                                        | Primo vicepresidente del Comitato rivoluzionario di Shanghai                                                                              |
| Huang Yongsheng (destituito il 29 settembre 1971) |          | Presidente del Gruppo amministrativo della Commissione militare centrale                                                                               | Capo di Stato maggiore dell'Esercito popolare di liberazione                                                                              |
| Dong Biwu                                         |          | - | Vicepresidente della Repubblica popolare cinese                                                                                           |
| Xie Fuzhi (morto il 26 marzo 1972)                |          | Primo segretario del Comitato municipale di Pechino | Vice primo ministro del Consiglio di Stato; ministro della Pubblica sicurezza; presidente del Comitato rivoluzionario di Pechino          |

### Membri candidati
- In ordine secondo il numero dei tratti nel cognome.

| Nome                                      | Immagine | Incarichi di Partito                                    | Incarichi statali |
| ----------------------------------------- | -------- | ------------------------------------------------------- | --- |
| Ji Dengkui                                |          | Secondo segretario del Comitato provinciale dello Henan | Vicepresidente del Comitato rivoluzionario dello Henan |
| Li Xuefeng (destituito nel dicembre 1970) |          | -                                                       | Presidente del Comitato rivoluzionario dello Hebei |
| Li Desheng                                |          | Primo segretario del Comitato provinciale dello Anhui   | Presidente del Comitato rivoluzionario dello Anhui; direttore del Dipartimento politico generale dell'Esercito popolare di Liberazione (dall'aprile 1970); comandante della Regione militare di Pechino (dal gennaio 1971) |
| Wang Dongxing                             |          | Direttore dell'Ufficio generale                         | - |